# 宇多津郵便局
宇多津郵便局（うたづゆうびんきょく）は、香川県綾歌郡宇多津町にある郵便局。民営化前の分類では集配特定郵便局であった（現在は集配機能を廃止）。

## 概要
住所：〒769-0206 香川県綾歌郡宇多津町浜六番丁922番地5

## 沿革
- 1876年（明治9年）6月16日 - 宇多津郵便局（五等）として開設[1]。
- 1885年（明治18年）5月10日 - 貯金取扱を開始。
- 1887年（明治20年）5月31日 - 廃止。
- 1887年（明治20年）9月16日 - 宇多津郵便受取所として再設置。
- 1901年（明治34年）2月1日 - 宇多津郵便局（三等）となる。貯金取扱を開始。
- 1952年（昭和27年）2月17日 - 電話交換業務を坂出電報電話局に移管[2]。
- 1964年（昭和39年）11月1日 - 和文電報配達業務を坂出電報電話局に移管[3]。
- 1988年（昭和63年）4月10日 - 風景入通信日付印の使用を開始。
- 2007年（平成19年）10月1日 - 民営化に伴い、併設された郵便事業高松南支店宇多津集配センターに一部業務を移管。
- 2012年（平成24年）10月1日 - 日本郵便株式会社発足に伴い、郵便事業高松南支店宇多津集配センターを宇多津郵便局に統合。
- 2016年（平成28年）9月19日 - 集配業務を坂出郵便局に移管し無集配局となる。これに伴い、郵便番号も769-0299から769-0206に変更となった。

## 取扱内容
- 郵便、印紙、ゆうパック、内容証明
- 貯金、為替、振替、振込、国際送金、国債、投資信託
- 生命保険、バイク自賠責保険
- ゆうちょ銀行ATM

## 周辺
- 宇多津町役場
- 宇多津町立宇多津北小学校
- 郷照寺（四国八十八箇所第78番札所）
- ゴールドタワー
- 香川県道33号高松善通寺線
- 大束川

## アクセス
- JR予讃線 宇多津駅から北東へ300m（徒歩約5分）
- 丸亀コミュニティバス 宇多津駅南口停留所下車
- 瀬戸中央自動車道 坂出北ICから南西へ、もしくは坂出ICから北西へそれぞれ約3.5km
- 香川県道194号飯野宇多津線沿い
- 駐車場あり：15台